# Geodia atlantica
Espèce
Synonymes
- Sidonops atlantica Stephens, 1915

Geodia atlantica est une espèce d'éponges de la famille des Geodiidae.

## Taxonomie
L'espèce est décrite par Jane Stephens en 1915 sous le nom de Sidonops atlantica.

## Distribution
Geodia atlantica est présente dans l'Océan Atlantique nord. Son holotype vient de la Mer Celtique, à l'ouest de l'Irlande.